# Gesetz zum Schutz der Kultur- und Naturgüter
Das Gesetz zum Schutz der Kultur- und Naturgüter (türkisch Kültür ve Tabiat Varlıklarını Koruma Kanunu, abgekürzt KTVKK) vom 21. Juli 1983 ist das türkische Denkmalschutzgesetz. Umgangssprachlich wird es auch türkisches Antiken- oder Antiquitätengesetz genannt.

## Inhalt
Das KTVKK definiert die zu schützenden beweglichen und unbeweglichen Kultur- und Naturgüter, regelt die zu treffenden Maßnahmen zu ihrem Schutz und bestimmt die Einrichtung und Kompetenzen der zuständigen Behörden (Art. 1).
In Kraft trat es gemäß Art. 77 KTVKK mit Veröffentlichung im Amtsblatt der Türkei am 23. Juli 1983. Zugleich trat mit Art. 76 KTVKK das bis dahin geltende Antikengesetz (türk. Eski Eserler Kanunu, abgekürzt EEK) Nr. 1710 vom 25. April 1973 außer Kraft. Das KTVKK wurde inzwischen mehrfach geändert.

## Ausfuhrverbot
Verstöße gegen das Ausfuhrverbot für Kultur- und Naturgüter (Art. 32 KTVKK) werden gemäß Art. 68 KTVKK mit Gefängnisstrafe (hapis cezası) von fünf bis zwölf Jahren und Geldstrafe (adlî para cezası) von bis zu 5.000 Tagessätzen geahndet. Letzteres ist eine Ausnahmeregelung zu Art. 52 tStGB.
Das Gesetz regelt die Rückführung gesetzwidrig ausgeführter Kulturgüter.
In der Praxis werden mit dem Gesetz nicht nur Raubgrabungen sanktioniert, sondern auch Fälle verfolgt, in denen Touristen geschützte Kulturgüter als Souvenir mitnehmen wollen. Zwischen 1998 und 2002 wurden 15 deutsche Staatsbürger wegen Verstößen gegen das Gesetz verhaftet; zwei Angeklagte wurden zu Haftstrafen, einer zu einer Geldstrafe verurteilt.